# Immortal (ストレイテナーのアルバム)
『Immortal』（イモータル）は、日本のバンド、ストレイテナーの2枚目のミニアルバム。2007年11月21日発売。発売元はEMIミュージック・ジャパン。

## 概要
- 前作『LINEAR』から短期間で作られている。そのため、2007年のストレイテナーは夏フェスへの参加が少なかった。なお、発売前にストレイテナー公式サイトではミニアルバムと表記されていたので、これに従う。
- 東芝EMIがEMIミュージック・ジャパンに社名を変更してから初のリリースとなる。

## 収録曲
| 全作詞・作曲: ホリエアツシ。 |             |              |              |      |
| #                            | タイトル    | 作詞         | 作曲・編曲   | 時間 |
| 1.                           | 「TODAY」   | ホリエアツシ | ホリエアツシ | 4:40 |
| 2.                           | 「FREE」    | ホリエアツシ | ホリエアツシ | 3:20 |
| 3.                           | 「ALIBI」   | ホリエアツシ | ホリエアツシ | 4:20 |
| 4.                           | 「SNOOZE」  | ホリエアツシ | ホリエアツシ | 2:04 |
| 5.                           | 「TRIBUTE」 | ホリエアツシ | ホリエアツシ | 4:32 |
| 6.                           | 「ETERNAL」 | ホリエアツシ | ホリエアツシ | 4:34 |
| 合計時間:                    | 合計時間:   | 23:30        |              |      |

### 曲解説
1. TODAY
このアルバムのリードトラック。PVが制作されている。
セルフカバーアルバム『STOUT』では、リズムや一部の歌詞が変更された形で再録されている。
2. FREE
全英語詞である。
3. ALIBI
発売後にPVが制作された。PVはフルCGアニメーションであり、JET（スペースシャワー独占ビデオ）である。
4. SNOOZE
初のインスト曲であり、LINE6 FM4 Filter Modelerが使用されている。
5. TRIBUTE
6. ETERNAL
現在、ライブでは後半部が日本語詞で歌われている。